# ジェシー Vol. 3
『ジェシー Vol. 3』（Djesse Vol. 3）は、イギリスの歌手であるジェイコブ・コリアーの4枚目のスタジオ・アルバム。4部作『ジェシー（Djesse）』シリーズの第3作目にあたる。2020年8月14日リリース。
本アルバムは第63回グラミー賞においてAlbum of the Yearにノミネートされた。また、「All I Need」がBest R&B Performanceにノミネートされ、「He Won't Hold You」はBest Arrangement, Instrumental and Vocalsにノミネート、受賞をした。この受賞により、コリアーは最初の4枚のアルバムでそれぞれグラミー賞を受賞した初のイギリス人アーティストとなった。

## 背景
2018年10月29日に発表された4部作構成の音楽プロジェクト『ジェシー（Djesse）』シリーズの第3作目にあたる。"Djesse"とはコリアーのイニシャルである"JC"に由来し、本作は4部作のうち”夜”を表している。
コリアーは本アルバムの制作にあたり、余白のあるサウンドや、デジタル領域で作られたサウンド、ヒップホップやR&Bに適するエレクトロニックなサウンドを探求したと語っている。
コリアーはアルバムリリースと同時期にDjesse World Tour 2020を実施予定であったが、新型コロナウイルス感染症の世界的流行のため公演を延期した。同じ声明の中で、コリアーは『ジェシー Vol. 3』を完成させることに取り組んでいると述べた 。 
アルバムは2020年8月14日にリリースされた。
アルバムリリースより約1年半後の2022年3月よりDjesse World Tour 2022が開催され、2022年12月にかけて北米、ヨーロッパ、アジア、オーストラリアを巡行するツアーが実施された。

## シングルとミュージックビデオ
『ジェシー Vol. 3』より5枚のシングルと6つのミュージックビデオが公開された。
1枚目のシングルである「Time Alone With You」はダニエル・シーザーをフィーチャーし、2019年11月29日にリリースされた。ミュージックビデオは2019年12月5日に公開された。
2枚目のシングル「In My Bones」はキンブラと Tank and the Bangasをフィーチャーし、ミュージックビデオと共に2020年3月25日にリリースされた 。
3枚目のシングル「All I Need」はMahaliaとタイ・ダラー・サインをフィーチャーし、2020年5月14日にリリースされた。Tee Ken Ngによってディレクションされたミュージックビデオが2020年6月17日に公開された。
4枚目のシングル「He Won't Hold You」はラプソディをフィーチャーし、2020年7月10日にリリースされた。ミュージックビデオは2020年7月16日にリリースされ、Daniel Brusonによる1200枚以上の手書きのイラストからなるアニメーションで構成されている。
5枚目のシングル「Running Outta Love」はトリ・ケリーをフィーチャーし、2020年7月31日にリリースされた。。
「Sleeping On My Dreams」のミュージックビデオはアルバムリリース後の2020年8月17日に公開された。ミュージックビデオでは9人のダンサーと踊るコリアーが収録されている。
「Count the People」のミュージックビデオはBasaおよびコリアーによりディレクションされ、2020年8月26日にリリースされた。

## 受賞・ノミネート
第63回グラミー賞において『ジェシー Vol. 3』はAlbum of the Yearにノミネートされた。また、「All I Need」がBest R&B Performance、「He Won't Hold You」はBest Arrangement, Instrumental and Vocalsにノミネートされた。このうち「He Won't Hold You」はBest Arrangement, Instrumental and Vocalsを受賞した。

## メディアでのパフォーマンス
Djesse Vol.3のリリースまでの数週間とリリース後、コリアーは様々なテレビやラジオ番組でアルバムからの曲を披露した。その中には、ジミー・キンメル・ライブ!でMahaliaとタイ・ダラー・サインと共演した「All I Need」、Later... with Jools HollandでのMahaliaとの共演、ザ・レイト・ショー・ウィズ・スティーヴン・コルベアでのトリ・ケリーとの 「Running Outta Love」、新型コロナウイルス感染症の世界的流行のためコリアーの自宅で収録されたTiny Desk Concertでの3曲連続の演奏などがある。その後、2021年1月13日、コリアーとMahaliaはThe Tonight Show Starring Jimmy Fallonで「All I Need」を披露した。 2021年1月26日、コリアーはレイト×2ショー with ジェームズ・コーデンで「Sleeping On My Dreams」を披露した。

## 収録曲
特記のないトラックはジェイコブ・コリアーによって作詞、作曲、プロデュースされている。
| #         | タイトル                                                    | 作詞・作曲                                       | プロデューサー            | 時間  |
| --------- | ----------------------------------------------------------- | ------------------------------------------------ | ------------------------- | ----- |
| 1.        | 「Clarity」                                                 |                                                  |                           | 0:51  |
| 2.        | 「Count the People」(featuring Jessie Reyez and T-ペイン)   | Collier Jessie Reyez                             | Collier Ben Bloomberg [a] | 2:47  |
| 3.        | 「In My Bones」(featuring キンブラ and Tank and the Bangas) | Collier Kimbra Johnson Tarriona Ball             |                           | 4:09  |
| 4.        | 「Time Alone with You」(featuring ダニエル・シーザー)       | Collier Daniel Caesar                            |                           | 4:16  |
| 5.        | 「All I Need」(featuring Mahalia and タイ・ダラー・サイン)  | Collier Michael Peha Tyrone William Griffin, Jr. |                           | 4:05  |
| 6.        | 「In Too Deep」(featuring Kiana Ledé)                       |                                                  |                           | 3:52  |
| 7.        | 「Butterflies」(featuring Erin Bentlage)                    |                                                  |                           | 2:02  |
| 8.        | 「Sleeping on My Dreams」                                   |                                                  |                           | 4:16  |
| 9.        | 「Running Outta Love」(featuring トリ・ケリー)              | Collier Tori Kelly                               |                           | 4:25  |
| 10.       | 「Light It Up on Me」                                       |                                                  |                           | 2:05  |
| 11.       | 「He Won't Hold You」(featuring ラプソディ)                 | Collier Marlanna Evans                           |                           | 5:00  |
| 12.       | 「To Sleep」                                                |                                                  |                           | 3:12  |
| 合計時間: | 合計時間:                                                   | 合計時間:                                        | 合計時間:                 | 41:05 |

| #         | タイトル                                                | 作詞      | 作曲・編曲 | Producer(s) | 時間 |
| --------- | ------------------------------------------------------- | --------- | ---------- | ----------- | ---- |
| 13.       | 「In Too Deep」(acoustic version; featuring Kiana Ledé) |           |            |             | 3:25 |
| 合計時間: | 合計時間:                                               | 合計時間: | 44:31      |             |      |

### ノーツ
- ^[a] 共同プロデューサー